# Agromyza lutetarsis
Agromyza lutetarsis är en tvåvingeart som först beskrevs av Camillo Rondani 1875.  Agromyza lutetarsis ingår i släktet Agromyza och familjen minerarflugor.
Artens utbredningsområde är Italien. Inga underarter finns listade i Catalogue of Life.